# O Proceder
O Proceder é o primeiro álbum do cantor e drag queen brasileiro Gloria Groove. Foi lançado em 3 de fevereiro de 2017.

## Antecedentes e lançamento
Em 2016, decidiu iniciar sua carreira na música e lançou faixa "Dona". O single chamou bastante atenção devido a sonoridade de mais hip-hop que Glória trazia e sua originalide ao misturar hip-hop a dragmusic. Com a repercussão do single Glória decidiu embarcar em uma turnê que levou o título de Dona Tour, que passou por vários estados do Brasil, chegando a abrir os shows de drag queens de renome internacional, tais como Sharon Needles e Adore Delano. Em 3 de fevereiro de 2017, Gloria lançou seu álbum de estreia, intitulado O Proceder. As letras são, em sua maioria, retratos de sua vida como gay e drag queen de periferia, trazendo um ponto de vista mais pessoal e contundente, como temas sobre seus relacionamentos, como em "Problema", ou grandes composições, como em "Proceder". Imediatamente após o lançamento do álbum, a cantora embarcou na turnê O Proceder Tour. Em junho, a cantora lançou o clipe de "Gloriosa", com uma letra sobre empoderamento e autoestima, utilizada pela própria cantora para superar momentos difíceis. O clipe cor-de-rosa já acumulou 3 milhões de visualizações e a música se tornou sua segunda a ultrapassar 1 milhão de reproduções no Spotify, abrindo caminho para a diva na plataforma. 

## Singles
- "Dona" foi lançada como primeiro single do projeto em 09 de janeiro de 2016 em todas as plataformas digitais e o clipe oficial foi lançado em 3 de março de 2016. Foi um sucesso de repercussão e levou Glória a ser mais reconhecida no meio drag.
- "Império" foi lançada como segundo single do disco em 4 de outubro de 2016 e seu videoclipe em 6 de outubro de 2016.[6]
- "Gloriosa" foi lançada com terceiro single do projeto em 15 de junho de 2017. A canção foi um sucesso comercial ultrapassando a marca de 1 milhão de reproduções no Spotify e mais de 3 milhões de visualizações no YouTube. A faixa ganhou um relançamento em parceria com o Mercado livre em 28 de junho de 2020 em comemoração ao mês do Orgulho LGBTQIA+.[7]
- "Muleke Brasileiro" foi lançado como quarto e último single do projeto em 30 de novembro de 2017.[8] A música ganhou destaque ao entrar para trilha sonora da novela Bom Sucesso, da Rede Globo, em 2019.[9]

## Lista de Faixas
| N.º            | Título                                                          | Compositor(es)               | Duração |  |
| 1.             | "Império"                                                       | Gloria Groove Evandro Cezar  | 2:55    |  |
| 2.             | "O Proceder"                                                    | Groove Cezar                 | 2:56    |  |
| 3.             | "Muleke Brasileiro"                                             | Groove                       | 3:42    |  |
| 4.             | "Problema"                                                      | Groove Cezar                 | 4:00    |  |
| 5.             | "Gay (Interlúdio)"                                              | Groove                       | 0:37    |  |
| 6.             | "Gloriosa"                                                      | Groove Nelson D.             | 4:39    |  |
| 7.             | "Madrugada" (com Gina Garcia, Dyani Ribeiro & Marina Sirabello) | Edu Camargo Junior Meirelles | 3:37    |  |
| 8.             | "Dona"                                                          | Groove Cezar                 | 2:52    |  |
| Duração total: | Duração total:                                                  | Duração total:               | 23:18   |  |

## Turnê
Para divulgar o álbum, Gloria embarcou na turnê O Proceder Tour, que teve início em fevereiro de 2017 e se estendeu até junho de 2019.

### Datas
| Data                    | Cidade         | País   | Local                             |
| ----------------------- | -------------- | ------ | --------------------------------- |
| Parte 1                 |                |        |                                   |
| América do Sul          |                |        |                                   |
| 4 de fevereiro de 2017  | Teresina       | Brasil | Red Club                          |
| 11 de fevereiro de 2017 | Goiânia        | Brasil | Roxy                              |
| 19 de fevereiro de 2017 | São Paulo      | Brasil | Largo do Arouche                  |
| 17 de março de 2017     | Brasília       | Brasil | Victoria Haus                     |
| 18 de março de 2017     | Cascavel       | Brasil | Biblioteca Cascavel               |
| 8 de abril de 2017      | São Paulo      | Brasil | Estação Marquês                   |
| 14 de abril de 2017     | Natal          | Brasil | Vogue Natal                       |
| 15 de abril de 2017     | João Pessoa    | Brasil | Donana Pub                        |
| 22 de abril de 2017     | Sorocaba       | Brasil | Edub Two                          |
| 28 de abril de 2017     | São Paulo      | Brasil | Sesc Belenzinho                   |
| 5 de maio de 2017       | São Paulo      | Brasil | Pop Club                          |
| 20 de maio de 2017      | Nova Iguaçu    | Brasil | Studio B                          |
| 23 de maio de 2017      | Goiânia        | Brasil | Avalon Club                       |
| 10 de junho de 2017     | Rio de Janeiro | Brasil | The Week                          |
| 15 de junho de 2017     | São Paulo      | Brasil | Teatro Mars                       |
| 18 de junho de 2017     | Vitória        | Brasil | Ilha Shows                        |
| 14 de julho de 2017     | São Paulo      | Brasil | The Week                          |
| 15 de julho de 2017     | Brasília       | Brasil | Victoria Haus                     |
| 22 de julho de 2017     | São Luís       | Brasil | Casa Branca Espaço e Gourmet      |
| 28 de julho de 2017     | Ribeirão Preto | Brasil | Sesc Ribeirão Preto               |
| 29 de julho de 2017     | Recife         | Brasil | Clube Metrópole                   |
| Parte 2                 |                |        |                                   |
| América do Sul          |                |        |                                   |
| 6 de setembro de 2017   | Barra Funda    | Brasil | Audio Club                        |
| 9 de setembro de 2017   | Montes Claros  | Brasil | Salão Maçonaria                   |
| 15 de setembro de 2017  | Belo Horizonte | Brasil | Club Factory                      |
| 16 de setembro de 2017  | Ipatinga       | Brasil | Green Park Vale do Aço            |
| 17 de setembro de 2017  | Recife         | Brasil | Clube Metrópole                   |
| 18 de setembro de 2017  | Taguatinga     | Brasil | Teatro Sesc Paulo Autran          |
| 24 de setembro de 2017  | João Pessoa    | Brasil | Praia de Cabo Branco              |
| 11 de outubro de 2017   | Salvador       | Brasil | Amsterdam Pop Club                |
| 13 de outubro de 2017   | Belo Horizonte | Brasil | O Mercado                         |
| 20 de outubro de 2017   | Uberlândia     | Brasil | Acrópole                          |
| 21 de outubro de 2017   | Campo Grande   | Brasil | Espaço Casa na Árvore             |
| 1 de novembro de 2017   | Anápolis       | Brasil | Espaço Lune                       |
| 14 de novembro de 2017  | Rio de Janeiro | Brasil | Barra World Shopping              |
| 18 de novembro de 2017  | Recife         | Brasil | Clube Metrópole                   |
| 19 de novembro de 2017  | Araraquara     | Brasil | Gigantão                          |
| 25 de novembro de 2017  | Brasília       | Brasil | Victoria Haus                     |
| 23 de dezembro de 2017  | São Paulo      | Brasil | Estação Marquês                   |
| 30 de dezembro de 2017  | Rio de Janeiro | Brasil | Estádio do Engenhão               |
| 5 de janeiro de 2018    | Fortaleza      | Brasil | Boate Level                       |
| 12 de janeiro de 2018   | Barra Funda    | Brasil | Audio Club                        |
| 26 de janeiro de 2018   | São Paulo      | Brasil | Vale do Anhangabaú                |
| 28 de janeiro de 2018   | Itaquera       | Brasil | Sesc Itaquera                     |
| 4 de fevereiro de 2018  | São Paulo      | Brasil | Avenida Faria Lima                |
| 11 de fevereiro de 2018 | Rio de Janeiro | Brasil | Marquês de Sapucaí                |
| 12 de fevereiro de 2018 | Santos         | Brasil | Capital Disco                     |
| 13 de fevereiro de 2018 | Salvador       | Brasil | Circuito Barra-Ondina             |
| 17 de fevereiro de 2018 | São Paulo      | Brasil | Largo do Arouche                  |
| 23 de fevereiro de 2018 | Brasília       | Brasil | Victoria Haus                     |
| 24 de fevereiro de 2018 | Goiânia        | Brasil | Roxy                              |
| 3 de março de 2018      | Manaus         | Brasil | Cabaret Night Club                |
| 10 de março de 2018     | Divinópois     | Brasil | Bardot Pub                        |
| 23 de março de 2018     | Londrina       | Brasil | Valle 527 Pub                     |
| 24 de março de 2018     | Curitiba       | Brasil | Bwayne                            |
| 29 de março de 2018     | São Paulo      | Brasil | The Week                          |
| 21 de abril de 2018     | Recife         | Brasil | Clube Metrópole                   |
| 28 de abril de 2018     | São Paulo      | Brasil | Cantho Club                       |
| 29 de abril de 2018     | São Paulo      | Brasil | Galpão Cultural Humbalada         |
| 30 de abril de 2018     | Rio de Janeiro | Brasil | Mansão Botafogo                   |
| 3 de maio de 2018       | São Paulo      | Brasil | Club Yatch                        |
| 5 de maio de 2018       | Palmas         | Brasil | Cave Social                       |
| 12 de maio de 2018      | Sorocaba       | Brasil | Edub Two                          |
| 19 de maio de 2018      | Belém          | Brasil | La Musique                        |
| 20 de maio de 2018      | São Paulo      | Brasil | Praça da República                |
| 26 de maio de 2018      | Ribeirão Pires | Brasil | Praça Central da Vila do Doce     |
| 1 de junho de 2018      | Rio de Janeiro | Brasil | Boiler                            |
| 2 de junho de 2018      | São Paulo      | Brasil | Palácio das Convenções do Anhembi |
| 3 de junho de 2018      | São Paulo      | Brasil | Avenida Paulista                  |
| 9 de junho de 2018      | Maringá        | Brasil | Clube Hípico                      |
| 15 de junho de 2018     | Cuiabá         | Brasil | Queen Club                        |
| 23 de junho de 2018     | Brasília       | Brasil | Museu da República                |
| 29 de junho de 2018     | Curitiba       | Brasil | Basement Bud                      |
| 30 de junho de 2018     | Campinas       | Brasil | Ark Club                          |
| 13 de julho de 2018     | Rio de Janeiro | Brasil | HUB RJ                            |
| 14 de julho de 2018     | Maceió         | Brasil | Orákulo Chopperia                 |
| 20 de julho de 2018     | Brasília       | Brasil | Victoria Haus                     |
| 27 de julho de 2018     | Bonito         | Brasil | Centro de Múltiplo Uso            |
| 10 de agosto de 2018    | Barra Funda    | Brasil | Audio Club                        |
| 18 de agosto de 2018    | Belo Horizonte | Brasil | Esplanada do Mineirão             |
| 25 de agosto de 2018    | Rio de Janeiro | Brasil | Quadra da Portela                 |
| 26 de agosto de 2018    | Bauru          | Brasil | Parque Vitória Régia              |
| 1 de setembro de 2018   | Porto Velho    | Brasil | Boate Água Viva                   |
| 2 de setembro de 2018   | Manaus         | Brasil | Praça dos Ingleses                |
| 7 de setembro de 2018   | Florianópolis  | Brasil | Conca Club                        |
| 8 de setembro de 2018   | Recife         | Brasil | Espaço Catamaran                  |
| 22 de setembro de 2018  | Goiânia        | Brasil | Roxy                              |
| 23 de setembro de 2018  | Sertãozinho    | Brasil | Teatro Municipal de Sertãozinho   |
| 30 de setembro de 2018  | Rio de Janeiro | Brasil | Praia de Copacabana               |
| 11 de outubro de 2018   | Belém          | Brasil | Maui Sunset Club                  |
| 12 de outubro de 2018   | São Carlos     | Brasil | Avenida Faber                     |
| 27 de outubro de 2018   | Tremembé       | Brasil | Old West Water Park               |